# Budapest (film)
Budapest è un film del 2018 diretto da Xavier Gens.

## Trama
Vincent e Arnaud sono due amici che hanno studiato nella più grande scuola di economia francese. Ma sono molto annoiati del loro lavoro: Vincent lavora per una compagnia multinazionale in cui non ha alcun riconoscimento mentre Arnaud vegeta nella società del padre di sua moglie, Audrey. In occasione di un addio al celibato di un amico, incontrano una spogliarellista. L'amico racconta loro della città di Budapest in Ungheria. Arnaud ha quindi l'idea di creare una compagnia che organizzi feste di addio al celibato in questa città piena di club enormi dove l'alcol scorre a fiumi.
Vincent e Arnaud si imbarcano in questa avventura. Potranno contare sull'aiuto di un espatriato che li aiuterà a scoprire i segreti della città. Dopo un inizio difficile, sempre più clienti vanno a Budapest, per le serate organizzate da loro. Ma tutto ciò influenza fortemente la vita di Vincent e Arnaud. I viaggi avanti e indietro tra Parigi e Budapest mettono a dura prova la loro amicizia fraterna.